# Şenol Ustaömer
Şenol Ustaömer (* 18. August 1961 in Trabzon) ist ein ehemaliger türkischer Fußballspieler und -trainer. Er war eines der wichtigsten und beständigsten Mitglieder jener Mannschaft von Trabzonspor, die als erstes anatolisches Team die türkische Meisterschaft gewinnen konnte, und gehörte acht Spielzeiten der großen Mannschaft dieses Vereins an, die unter dem Spitznamen Karadeniz Fırtınası ab 1975 ein Jahrzehnt lang den türkischen Fußball dominierte. Von 1988 bis 1993 spielte er für Fenerbahçe Istanbul und war hier ein wichtiges Mitglied jener Mannschaft, die in der Saison 1988/89 mit 103 Toren Meister wurde und deswegen als Meistermannschaft mit 103 Toren in die Vereinshistorie einging. Ustaömer spielte überwiegend in der Abwehr als linker Außenverteidiger, wurde aber auch einige Male im defensiven Mittelfeld eingesetzt. Besonders als linker Außenverteidiger erzielte er für die Position eine ungewöhnlich hohe Anzahl an Toren. Da bei seinem Aufnahme im Sommer 1980 zu Trabzonspor mit Şenol Güneş ein weiterer Şenol im Mannschaftskader existierte und dieser älter war, wurde Ustaömer fortan als der Küçük Şenol (dt.: Der kleine Şenol) bezeichnet und Güneş als Büyük Şenol (dt.: Der große Şenol). Diesen Spitznamen behielt er auch nach seinem Wechsel zu Fenerbahçe Istanbul.
Im Zusammenhang eines Börsenskandals wurde er im Juni 2011 festgenommen und befand sich etwa ein Monat in Untersuchungshaft.

## Spielerkarriere

### Verein
Ustaömer begann mit dem Vereinsfußball in der Nachwuchsabteilung von Trabzonspor, dem bekanntesten und erfolgreichsten Verein der Provinz Trabzon. Dieser Klub wurde 1967 durch die Fusion mehrerer örtlicher Vereine gegründet und hatte die Absicht, mit örtlichen Talenten der Provinz Trabzon in der 1. Lig zu repräsentieren. Nachdem Trabzonspor im Sommer 1974 in die 1. Lig aufgestiegen war und nebenbei zum ersten Mal in der Vereinsgeschichte das Türkische Pokalfinale erreichte, wurde in der zweiten Erstligasaison völlig überraschend die türkische Meisterschaft gewonnen. Bis zu dieser Saison entschieden die drei großen Istanbuler Vereine Beşiktaş Istanbul, Fenerbahçe Istanbul und Galatasaray Istanbul die Meisterschaft der 1. Lig unter sich. Daneben holte die Mannschaft in dieser Saison den Präsidenten-Pokal und den Premierminister-Pokal. In der Saison 1976/77 gelang dem Verein neben der Titelverteidigung in der türkischen Meisterschaft auch der erste Titel im Türkischen Pokal. Damit erreichte der Verein den ersten türkischen Double-Sieg der Vereinsgeschichte. Nach diesen sehr erfolgreichen zwei Spielzeiten vergab der Klub in der Spielzeit 1977/78 die Meisterschaft mit einem Punkt Unterschied an Fenerbahçe, konnte aber die zwei übrigen Pokale holen. In den beiden Spielzeiten 1978/79 und 1979/80 wurde wieder die türkische Meisterschaft gewonnen. 
Ustaömer wurde anschließend im Sommer 1980 in den Profikader aufgenommen und gab in der Ligapartie vom 31. August 1980 gegen Rizespor sein Profidebüt. Im weiteren Saisonverlauf eroberte er sich schnell einen Stammplatz und beendete die Saison mit 27 Ligaeinsätzen und fünf Ligatoren. Seinem Klub gelang auch in der Saison 1980/81 die Titelverteidigung in der türkischen Meisterschaft. Dadurch gelang Trabzonspor nach Galatasaray Istanbul als zweiten Verein das Kunststück dreimal in Folge die türkische Meisterschaft zu gewinnen. Nach diesen erfolgreichen drei Saisons vergab Trabzonspor die Meisterschaft mit einem Punkt an Beşiktaş und blieb auch nach langer Zeit titellos. Ustaömer blieb in all diesen Spielzeiten unangefochtener Stammspieler und absolvierte verletzungs- bzw. sperrungsbedingte Ausfälle ausgeschlossen alle Pflichtspiele seiner Mannschaft. Nach diesen zwei wenig erfolgreichen Spielzeiten investierte der Klub im Sommer 1983 in neue Spieler und holte aufstrebenden Jungspieler wie Hasan Şengün, Hasan Vezir und Kemal Serdar. Mit diesen Verstärkungen erlebte Trabzonspor einen guten Start in die Spielzeit 1983/84 und lieferte sich mit Fenerbahçe Istanbul und Galatasaray Istanbul ein Kopf-an-Kopf-Rennen um die türkische Meisterschaft. Vor dem 26. Spieltag belegte Trabzonspor mit lediglich einem Punkt Vorsprung zu den beiden Kontrahenten den 1. Tabellenplatz. Bereits in der Samstagspartie dieses Spieltages unterlag Galatasaray mit 0:3 Orduspor und ermöglichte so Trabzonspor durch einen Auswärtssieg gegen den anderen direkten Konkurrenten Fenerbahçe eine erste Vorentscheidung Richtung Meisterschaft zu erreichen. In der hart umkämpften und mit 26.000 Zuschauern ausverkauften Partie lieferten sich beide Mannschaften ein packendes Spiel. Trabzonspor gewann das Spiel durch Tor von Hasan Şengün in der 89. Minute mit 1:0. Durch diesen Sieg machte der Verein einen wichtigen Schritt Richtung Meisterschaft. Die verbliebenen Spieltage behielt sie souverän den Punktevorsprung und erreichte die Sechste und vorerst letzte Meisterschaft der Vereinsgeschichte. Ustaömer absolvierte in dieser Spielzeit 29 von möglichen 30 Ligapartien und zählte zu den wichtigsten Leistungsträgern seines Teams. Mit Trabzonspor gewann Ustaömer in dieser Saison auch den Türkischen Fußballpokal und war am zweiten und letzten türkischen Double-Sieg Trabzonspors beteiligt. Nach dieser Saison blieb Trabzonspor erst zwei Spielzeiten titellos. Diese führte dazu, dass im Sommer 1987 langjähriger Spieler wie Şenol Güneş und Güngör Şahinkaya ihre Karriere beendeten. Ustaömer wurde dann zum Mannschaftskapitän ernannt.
Nachdem auch in der Saison 1987/88 die erhoffte Wende nicht stattfand, wurde im Sommer 1988 eine weitere Revision im Kader durchgeführt. So verließ Ustaömer im Juni 1988 seinen Verein und wechselte gegen eine Ablösesumme 75 Millionen Türkische Lira zum Traditionsklub Fenerbahçe Istanbul. Zur Saison 1988/89 wurde auch mit Todor Veselinović der Meistertrainer aus der Spielzeit 1984/85 engagiert. Außerdem verpflichtete der Verein mit dem deutschen Torhüter Toni Schumacher einen internationalen Star und investierte weiter in die Mannschaft, indem Şenol Ustaömer, Oğuz Çetin, Aykut Kocaman, Turhan Sofuoğlu, Hasan Vezir, Hakan Tecimer und Orhan Kapucu Stars bzw. wichtige Youngsters der damaligen Zeit holte. Mit dieser Mannschaft spielte Fenerbahçe eine überragende Saison. Die Saison beendete man mit zehn Punkten Vorsprung auf den Zweitplatzierten Galatasaray und holte nach vier Jahren wieder die türkische Meisterschaft. Zudem erzielte die Mannschaft über die gesamte Saison 103 Tore und erspielte damit einen neuen Torrekord in der 1. Lig ein. Diese Mannschaft ging als Meistermannschaft mit 103 Toren in die Vereinsannalen ein. Ustaömer war mit 48 zusammen mit Toni Schumacher der Spieler mit den meisten Pflichtspieleinsätzen und avancierte zu einem der wichtigsten Leistungsträger des Vereins. In der nächsten Saison zog sich Ustaömer in der am 8. Oktober 1989 ausgetragenen Partie vom 5. Spieltag gegen Sakaryaspor eine Verletzung am Meniskus zu und fiel deswegen den gesamten Rest der Saison aus. In den nächsten drei Spielzeiten gelang es Ustaömer nicht mehr, sich als Stammspieler zu etablieren. Nachdem sein Klub auch in diesen Spielzeiten eine unruhige Zeit durchmachte und titellos blieb, entschied die Klubführung im Sommer 1993 eine Kaderrevision.
Als Folge einer Kaderrevision verließ Ustaömer im Sommer 1993 Fenerbahçe und wechselte zum Zweitligisten Göztepe Izmir. Hier spielte er eine Spielzeit und beendete seine Karriere.

### Nationalmannschaft
Ustaömer begann seine Nationalmannschaftskarriere 1980 mit einem Einsatz für die türkische U-21-Nationalmannschaft.
Ekşi wurde im November 1978 vom Nationaltrainer Yılmaz Gökdel im Rahmen eines Testspiels gegen die luxemburgische Nationalmannschaft zum ersten Mal für das Aufgebot der türkischen Nationalmannschaft nominiert und gab in dieser Begegnung sein A-Länderspiel-Debüt. Bis zum April 1985 absolvierte er zwei weitere A-Länderspiele, sein letztes am 3. April 1985 in dem Qualifikationsspiel der Weltmeisterschaft 1986 gegen die rumänische Nationalmannschaft.
In den Jahren 1987 und 1988 absolvierte Ustaömer zehn Länderspiele für die Olympiaauswahl seines Landes.

## Trainerkarriere
Ustaömer begann seine Trainerkarriere 1997 bei Çanakkale Dardanelspor mit einer Co-Trainertätigkeit und assistierte dem Cheftrainer Erdoğan Arıca. Nachdem er bis zum Sommer 1998 in dieser Tätigkeit geblieben war, übernahm er im Anschluss den Istanbuler Zweitligisten Kartalspor als Cheftrainer. Bereits nach neun Spieltagen verließ er diesen Klub und wurde im November 1998 bei Üsküdar Anadolu 1908 SK als neuer Cheftrainer vorgestellt.
Im März 1999 verließ Ustaömer Üsküdar Anadolu und begann bei  Fenerbahçe Istanbul als Nachwuchstrainer zu arbeiten. Bereits zum nächsten Sommer 1999 wechselte er erneut seinen Arbeitgeber und begann Dardanelspor als Cheftrainer zu betreuen. Hier wurde er bereits im Dezember 1999 entlassen.
Nachdem Ustaömer die nächsten zwei Jahre ohne Trainerbeschäftigung geblieben war, begann er ab Oktober 2001 den Istanbuler Drittligisten und betreute diesen bis zum Sommer 2003.
Im Frühjahr 2004 arbeitete er bei Kayseri Erciyesspor als Co-Trainer und assistierte ein weiteres Mal Erdoğan Arıca.
Ab 2007 begann er die Türkische U-17-Nationalmannschaft als Cheftrainer zu betreuen und blieb in dieser Tätigkeit bis zum Sommer 2011. Im Sommer 2011 wurde er auf Verdacht in ein Börsenmanipulationsskandals verwickelt zu sein zusammen mit ehemaligen Spielern wie Engin İpekoğlu und Mecnur Çolak zu den festgenommenen und deswegen seine Tätigkeit nicht fortsetzen. Nach einmonatiger Haft wurde er im Juli 2011 entlassen.
Ab dem Frühjahr 2015 begann er die Türkische U-15-Nationalmannschaft zu trainieren.

## Erfolge

### Als Spieler
Mit Trabzonspor
- Türkischer Meister: 1980/81, 1983/84
- Türkischer Pokalsieger: 1983/84
- Präsidenten-Pokalsieger: 1982/83

Mit Fenerbahçe Istanbul
- Türkische Meisterschaft: 1988/89
- Präsidenten-Pokalspieler: 1989/90
- Premierminister-Pokalsieger: 1988/89, 1992/93
- TSYD-Istanbul-Pokalsieger: 1994/95